# آگیریوس
آگریوس (زبان یونانی: Ἀγύρριος) از مردمان کولیتوس در آتیکا بود. او در سالهای پایانی قرن پنجم و اوایل قرن چهارم پیش از میلاد یک سیاستمدار آتنی برجسته به‌شمار می‌رفت. معروف‌ترین دستاورد او تعیین دستمزد برای حضور در جلسات اککلسیا (مجمع) بود به سبب انجام موفقیت‌آمیز چنین پیشنهادی، در سال ۳۹۰/۸۹ به عنوان ژنرال برگزیده شد. وی همچنین یکی از پیشنهاد دهندگان مصوبه کاهش دستمزد شاعران کُمیک بود. هارپوکراسیون به او اعتباری بخشید تا تئوریکا (صندوق جشنواره) را تأسیس کند و با استفاده از این صندوق، شرایطی فراهم آورد تا فقرا هم بتوانند در نمایش‌های تئاتر شرکت کنند، اما انتساب این عمل به آگریوس توسط برخی محققان مورد اختلاف نظر است.
شهرت آگریوس مختلط بود. آندوکیدس سخنور در سال ۳۹۹ پ‌م او را متهم کرد که در سال‌های ۴۰۱ و ۴۰۰ پ‌م در مناقصه‌های جمع‌آوری مالیات دسیسه کرده تا از درآمدهای عادی شهر کلاهبرداری کند. در پاسخ، آگریوس با همراهی چندین نفر دیگر، آندوکیس را متهم به بی‌تقوایی کرد؛ اتهامی که آندوکیس با موفقیت از آن تبرئه شد. به گفته دموستنس سخنور، آگریوس بعدها محکوم شده و سال‌ها در زندان گذراند تا توانست مقدار پولی که دزدیده بود را پس بدهد.
آریستوفان آگریوس را در دو نمایشنامه به نمایش گذاشت:
Ekklesiazusai (زنان مجلس):
حتی یک مرد با ظاهر زن، مانند آگریوس، به نظر می‌آید یک زن باشد که خودش را شبیه مردان کرده، انگار که ریش پرونوموس را گذاشته‌است! آگریوس، اه؟ او را به خاطر بسپار! آن پست‌فطرت، سیاستمداری ثروتمند و کثیف! آگیریوس! بر تمام شهر حاکم است، حرامزاده! دخترانم، به خاطر اوست که امروز باید تلاش کنیم و این کار جسورانه را انجام دهیم. (100 ff.)
Ploutos (ثروت)، با اشاره به هنجارهای متعددی که آگریوس در اککلسیابا توجه به منافعش پیشنهاد کرده بود:
آیا آگیریوس به خاطر آن نمی‌گوزد؟ (190)

## یادداشت
1. ↑  Smith, William (1867), "Agyrrhius",  in Smith, William (ed.), Dictionary of Greek and Roman Biography and Mythology, vol. 1, Boston: Little, Brown and Company, p. 83, archived from the original on 2011-05-14, retrieved 2008-06-06
2. ↑  Xenophon, Hellenika, iv.8.31; Diodorus Siculus, Library of History, xiv.99.4.
3. ↑  Develin, Robert, Athenian Officials 684-321 B. C., p. 195. The original source for this is a scolion to Aristophanes Frogs of 405, so must date before then.
4. ↑  Harpokration. "Harpokration on Line, s.v. "theorika"". Retrieved 19 August 2022.
5. ↑  Rhodes, P. J. , "The Organization of Athenian Public Finance", Greece and Rome, vol. 60, no. 2, 2013, p. 219.
6. ↑  Andocides, On the Mysteries, i.133 ff.
7. ↑  Demosthenes, xxiv.134-5.